# Odysia accessilinea
Odysia accessilinea är en fjärilsart som beskrevs av Louis Beethoven Prout 1910. Odysia accessilinea ingår i släktet Odysia och familjen mätare. Inga underarter finns listade i Catalogue of Life.